# Wyville-Thomson-Rücken

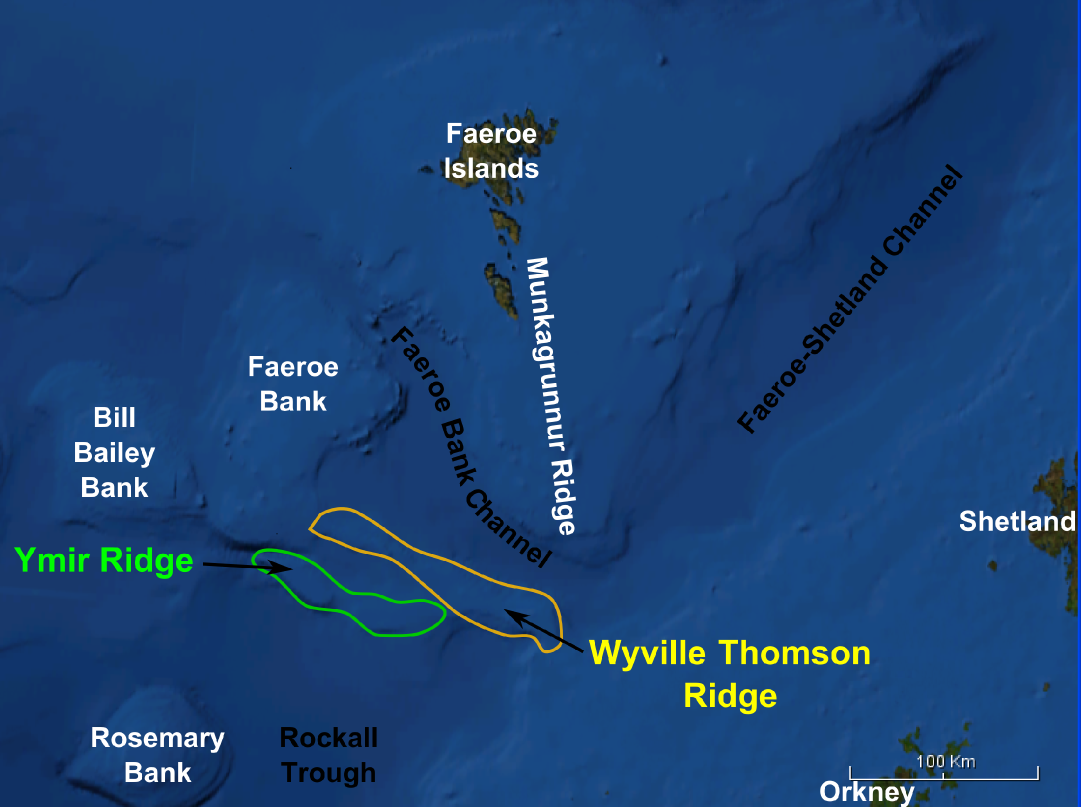
Lage des Wyville-Thomson-Rückens

Der Wyville-Thomson-Rücken ist ein etwa 200 Kilometer langer Meeresrücken von West-Nord-West nach Ost-Süd-Ost zwischen Schottland und den Färöern. Er ist ein Teil des Grönland-Schottland-Rückens und trennt das kalte norwegische Tiefseebecken vom wärmeren Wasser des Nordatlantiks. Östlich des Rückens liegt die Wassertemperatur auf 1000 Metern bei −1 Grad Celsius, westlich bei 7 Grad.
Er steigt auf etwa 620 Metern Tiefe zwischen dem 1000 bis 1700 Meter tiefen Färöer-Shetland-Kanal im Osten und dem bis zu 1500 Meter tiefen Rockall-Trog im Westen. Benannt ist er nach Charles Wyville Thomson, der ihn als Erster erforschte.
Über den Rücken strömt ein kleinerer Teil der Tiefenströmung, die kaltes, dichtes Wasser aus Arktischem Ozean und Europäischem Nordmeer als Ausgleich zum oberflächennahen Nordatlantikstrom wieder in den Atlantik zurückfließen lässt.
Teile des Wyville-Thomson-Rückens wurden 2017 als Meeresschutzgebiet ausgewiesen.